# Olešnianske rašeliniská
Olešnianske rašeliniská este o arie protejată (arie specială de conservare — SAC, sit de importanță comunitară — SCI) din Slovacia întinsă pe o suprafață de 44,96 ha, integral pe uscat.

## Localizare
Centrul sitului Olešnianske rašeliniská este situat la coordonatele 49°28′43″N 18°38′03″E / 49.478611°N 18.634167°E.

## Înființare
Situl Olešnianske rašeliniská a fost declarat sit de importanță comunitară în octombrie 2011 pentru a proteja un număr necunoscut de specii din flora spontană și fauna sălbatică aflate în arealul zonei. Situl a fost protejat și ca arie specială de conservare în august 2011.

## Biodiversitate
Situată în ecoregiunea alpină, aria protejată conține 4 habitate naturale: Formațiuni ierboase bogate în specii de Nardus, dezvoltate pe substraturi silicioase în zone montane (și în zone submontane, în Europa continentală), Mlaștini împădurite, Mlaștini turboase de tranziție și turbării mișcătoare, Păduri de fag Luzulo-Fagetum.
La baza desemnării sitului se află un număr nedeclarat de specii protejate.
Pe lângă speciile protejate, pe teritoriul sitului au mai fost identificate 16 specii de plante.